# Szamil
Szamil (ur. 1797 w aule Gimry, zm. 1871 w Medynie) – przywódca powstania górali kaukaskich przeciwko Rosji w latach 1834–1859.
Stał na czele teokratycznego państwa, Imamatu Kaukaskiego, określanego niekiedy jako imamat Szamila. Przez lata skutecznie uniemożliwiał podbicie północnego Kaukazu, przede wszystkim Dagestanu i Czeczenii.

## Życiorys
Urodził się w aule Gimry w rodzinie Dengaw–Muhammada, awarskiego wolnego rolnika i Bachu Mesedon wywodzącej się z beków. Początkowo nosił imię Ali, jednak jeszcze w dzieciństwie rodzice zmienili je na Szamil (tj. Samuel), co jak wierzyli, miało odmienić jego los – bowiem jako dziecko był bardzo słabego zdrowia. Odebrał religijne wykształcenie początkowo u kadiego, Kazi-mułły, który w 1830 r. został przywódcą powstania. W roku 1834, po śmierci Gamzat-Beka został trzecim z kolei imamem ludów górskich. Związany z sufickim bractwem nakszbandijja, ruchem, który był podporą wielu wystąpień muzułmańskiej ludności Kaukazu przeciw Rosji.
Posiadał niekwestionowany talent organizacyjny i wojskowy, wielokrotnie odnosił sukcesy w walce z armią rosyjską. Prowadził politykę tolerancji religijnej. Pod jego rządami wolnością religijną cieszyli się, m.in.: żydzi i rosyjscy raskolnicy.
Za sprawą Henry'ego Rawlinsona, wówczas konsula generalnego w Bagdadzie powstańcy otrzymywali pomoc z Wlk. Brytanii, która po pokoju adrianopolskim starała się przeciwdziałać wzrostowi rosyjskich wpływów na Bliskim Wschodzie. Osobistą gwardię Szamila stanowiła grupa polskich kawalerzystów-dezerterów z wojska rosyjskiego. Polscy i ukraińscy zbiegowie z armii Imperium obsługiwali zdobyte w 1841 i 1842 działa artylerii imamatu. 
W 1839 roku, po nieudanej obronie twierdzy Alchugo, Szamil zmuszony został do podjęcia próby pertraktacji pokojowych z Rosjanami. Oddał wtedy jako amanata (kaukaskie określenie zakładnika gwarantującego dobrą wolę podczas negocjacji pokojowych) swojego pierworodnego syna Dżamal al-Dina. 
Po zakończeniu wojny krymskiej w 1856 r. carat skoncentrował wojska na północnym Kaukazie, aby dokończyć jego podbój. Szamil został pokonany 25 sierpnia 1859 w aule Gunib, w środkowym Dagestanie przez wojska dowodzone osobiście przez namiestnika Kaukazu gen. Aleksandra Bariatinskiego.
Przez resztę życia przebywał z rodziną w niewoli rosyjskiej, najpierw wywieziony do Petersburga docelowo do Kaługi. Jednakże zezwolono mu na odbycie pielgrzymki do Mekki, w trakcie której zmarł w Medynie, gdzie został pochowany.